# Iulia Bobeică
Iulia Bobeică   (Gorbănești, 3 de juliol de 1967), de casada Bulie, és una remadora romanesa, ja retirada, que va competir durant la dècada de 1990.
El 1992 va prendre part en els Jocs Olímpics d'Estiu de Barcelona, on disputà dues proves del programa de rem. Guanyà la medalla de plata en la prova del vuit amb timoner, mentre en la de quatre sense timoner fou cinquena. Quatre anys més tard, als Jocs d'Atlanta, fou desena en el quadruple scull del programa de rem.
En el seu palmarès també destaquen tres medalles d'or, dues de plata i dues de bronze al Campionat del món de rem, entre 1990 i 1995.